# Tony DeBoom
Tony DeBoom (* 11. Dezember 1968 in Cedar Rapids, Iowa; als Anthony Richard DeBoom) ist ein ehemaliger US-amerikanischer Triathlet und Ironman-Sieger (2002).

## Werdegang
Tony DeBoom belegte bei seinem ersten Start auf der Ironman-Distanz (3,86 km Schwimmen, 180,2 km Radfahren und 42,195 km Laufen) im August 1997 bei der Erstaustragung des Ironman Switzerland in Zürich den vierten Rang.

Seit August 2000 ist er mit Elize DeBoom verheiratet.
Im Juni 2002 gewann er den Ironman Utah, der nach starken Stürmen auf der Schwimmdistanz abgebrochen und als Duathlon ausgetragen werden musste. Seit 2002 tritt er nicht mehr international in Erscheinung.
Sein jüngerer Bruder Tim DeBoom (* 1970) war bis 2011 als Triathlet aktiv und gewann zweimal den Ironman Hawaii (Ironman World Championships).
Tony DeBoom ist heute als Illustrator tätig.

## Sportliche Erfolge
| Datum/Jahr    | Rang | Wettbewerb                        | Austragungsort | Zeit     | Bemerkung |
| ------------- | ---- | --------------------------------- | -------------- | -------- | --------- |
| 10. Okt. 1999 | 24   | ITU Triathlon World Cup           | Cancún         | 01:50:25 |           |
| 12. Nov. 1995 | 32   | ITU Triathlon World Championships | Cancún         | 01:52:56 |           |

| Datum/Jahr    | Rang | Wettbewerb          | Austragungsort                   | Zeit     | Bemerkung                                                                           |
| ------------- | ---- | ------------------- | -------------------------------- | -------- | ----------------------------------------------------------------------------------- |
| 19. Okt. 2002 | DNF  | Ironman Hawaii      | Hawaii                           | –        | auf dem Weg in die Top Ten – Rennabbruch bei km 38 der Laufdistanz                  |
| 8. Juni 2002  | 1    | Ironman Utah        | Provo                            | 04:05:41 | als Duathlon verkürzter Kurs                                                        |
| 10. Nov. 2001 | 2    | Ironman Florida     | Panama City                      |          | hinter Spencer Smith                                                                |
| 19. Mai 2001  | 2    | Ironman California  | Marine Corps Base Camp Pendleton |          | als Zweiter hinter seinem Bruder Tim DeBoom                                         |
| 3. Aug. 1997  | 4    | Ironman Switzerland | Zürich                           | 08:42:46 | erster Start auf der Ironman-Distanz bei der Erstaustragung des Ironman Switzerland |

(DNF – Did Not Finish)